# Psychotria mornicola
Psychotria mornicola är en måreväxtart som beskrevs av Ignatz Urban. Psychotria mornicola ingår i släktet Psychotria och familjen måreväxter. Inga underarter finns listade i Catalogue of Life.